# 마법소녀 마도카☆마기카의 에피소드 목록
마법소녀 마도카☆마기카는 2011년에 마기카 콰르텟(신보 아키유키, 이와카미 아츠히로, 우로부치 겐, 아오키 우메)가 만들고, 애니메이션 제작은 샤프트가, 배급은 애니플렉스가 맡아서 제작한 애니메이션 시리즈이다. 일본의 중학교에 다니는 14세 소녀인 카나메 마도카가 마법소녀가 되어서 사악한 마녀와 싸우는 조건으로 소원을 빌 기회를 얻는 이야기를 다룬다.
마법소녀 마도카☆마기카는 신보 아키유키가 히다마리 스케치와 바케모노가타리에서 같이 일했던 프로듀서 이와카미 아츠히로에게 새 마법소녀 시리즈를 만들고 싶다는 이야기를 하며 제작이 시작되었다. 초기 기획 단계에서 이와카미는 신보가 자신의 감독 스타일을 더 잘 드러낼수 있도록 기존 작업에 손대지 않았다. 우로부치 겐과 아오키 우메는 각각 작품의 각본가와 캐릭터 디자이너로 참여했다. 작품은  애니메이션 시리즈 토가이누의 피의 광고 시간에 발표되었다. 이후의 광고에서 캐릭터와 캐스팅이 공개되었다.
2011년 1월 7일부터  3월 11일 사이에 방영된 첫회부터 10회까지는 일본의 텔레비전 채널 MBS와 TBS, CBC에서 방영되었다. 11회와 12회는 도호쿠 지방 태평양 해역 지진으로 인해서 연기되었고 2011년 4월 21일에 두 회가 연속으로 방영했다. 블루레이와 DVD는 원래 2011년 3월 10일에 발매될 예정이었지만 지진으로 인해 연기되어서 4월 27일부터 9월 21일까지 발매되었다. 미국 애니플렉스는 작품을 북미에 수입하고 2012년 2월 14일부터 6월 12일까지 세 편으로 방영했다 망가 엔터테인먼트는 작품을 영국에 수입했고 완전판으로 블루레이와 DVD를 2012년 10월 22일에 발매했다.
오프닝 곡은 ClariS가 부른 커넥트이며 엔딩 곡은 Kalafina가 부른 "마기아"이다. DVD와 블루레이에서는 1회와 2회에서 엔딩 곡으로 유우키 아오이가 부른 내일 또 봐 (また あした, [마타 아시타] 오류: {{nihongo}}: transliteration text not Latin script (pos 1: 마) (도움말))가 나오며, 9회의 엔딩 곡으로는 키타무라 에리와 노나카 아이가 부른"And I'm Home"이 나온다.  1번째, 3번째, 5번째 드라마 CD에서는 DVD와 블루레이 볼륨이 있고 카지우라 유키의 오리지널 사운드트랙이 2번째, 4번째, 6번째에 있다. 사운드트랙에는 북미에서 발행된 한정판이 포함되어있다.
작품은 2012년 10월에 개봉된 두 편의 애니메이션 영화와 2013년 10월에 본편 이후의 새로운 이야기를 담은 세 번째 영화로 재구성되었다.

## 에피소드 목록
※설명은 애니플러스를 참고하였다.
| 화수 | 부제목                                                         | 방영일          |
| --- | -------------------------------------------------------------- | --------------- |
| 01 | 〈꿈속에서 만난 듯한…〉(夢の中であった、ような…)               | 2011년 1월 7일  |
| (제목의 대사를 한 작중 인물)by. 카나메 마도카 미타키하라(見滝原) 중학교에 다니는 평범한 중학교 2학년생 마도카. 어느 날, 꿈에서 본 소녀와 매우 닮은 호무라가 전학해온다. 신비스러운 소녀 호무라와의 만남으로 마도카는 '마법소녀'로서의 새로운 운명을 시작하는데... |                                                                |                 |
| 02 | 〈그건 정말 기쁠 거라고〉(それはとっても嬉しいなって)          | 2011년 1월 14일 |
| by. 미키 사야카 큐베와 만나 마법소녀의 계약을 부탁받은 마도카와 사야카, 둘은 마법세계에서 만난 토모에 마미의 집에 모여 마법소녀 계약에 관한 내용을 전해 듣는다. 그것은 마법소녀의 계약을 맺으면 무엇이든지 원하는 소원을 한가지 들어줄 수 있지만 마녀와 싸우는 운명을 짊어져야 한다는 이야기… 마도카는 고민에 빠지는데… |                                                                |                 |
| 03 | 〈이제 아무 것도 무섭지 않아〉(もう何も怖くない)               | 2011년 1월 21일 |
| by. 토모에 마미 마미 선배를 따라다니며 마녀 퇴치를 체험하는 마도카와 사야카, 사야카는 자신의 소원 대신 좋아하는 카미조의 꿈을 이뤄주는 데 쓰는 게 어떨지 고민한다. 하지만 마미는 타인을 위해 소원을 사용하는 것이 정말 자신의 소원인지 확신을 가지지 못하면 후회하게 될 거라면 신중하게 생각할 것을 권유하는데… |                                                                |                 |
| 04 | 〈기적도, 마법도 있는 거야〉(奇跡も、魔法も、あるんだよ)       | 2011년 1월 28일 |
| by. 미키 사야카 마미 선배의 처참한 죽음을 목격한 마도카와 사야카는 그 충격과 슬픔에서 좀처럼 헤어나오지 못한다. 결국 죽음에 대한 공포를 이기지 못한 둘은 큐베에게 마법소녀가 되는 것을 포기하고 큐베 역시 둘의 선택을 존중하며 다른 마법소녀 후보자를 찾기 위해 마도카와 사야카를 떠나는데… |                                                                |                 |
| 05 | 〈후회따위 할 리 없어〉(後悔なんて、あるわけない)              | 2011년 2월 4일  |
| by. 미키 사야카 쿄스케가 다시 연주할 수 있도록 소원을 빌고 마법소녀의 계약을 맺은 사야카. 쿄스케가 다시 연주하는 모습을 보며 후회따위 할 리 없다며 자기 주문을 걸어 본다. 하지만 마미 선배가 떠난 자리를 노리는 새로운 마법소녀가 신참 마법소녀 사야카를 몰아내기 위한 준비를 시작하는데... |                                                                |                 |
| 06 | 〈이건 정말 이상해〉(こんなの絶対おかしいよ)                   | 2011년 2월 11일 |
| by. 미키 사야카 새로운 마법소녀 쿄코의 위협으로부터 사야카를 구해준 호무라, 하지만 호무라는 다시 쿄코를 찾아가 사야카대신 이 도시를 맡아달라고 부탁한다. 하지만 방식이 맘에 들지 않은 쿄코는 사야카를 찾아가 시비를 걸어 끝장을 보려하고… 이를 말리러 온 마도카는 사야카의 소울 젬을 던져버리는데… |                                                                |                 |
| 07 | 〈진심과 마주할 수 있겠어요?〉(本当の気持ちと向き合えますか？) | 2011년 2월 18일 |
| by. 시즈키 히토미 자신의 몸은 껍데기일 뿐이고 영혼은 모두 소울 잼에 담겨있다는 사실을 알게 된 사야카는 큰 충격에 빠진다. 쿄코는 자신의 아빠가 일하던 교회로 사야카를 데리고 가 자신이 마법소녀가 된 이유와 남을 위해 소원을 빌어서 벌어진 슬픈 가족사를 말해주는데… |                                                                |                 |
| 08 | 〈나는 정말 바보야〉(あたしって、ほんとバカ)                   | 2011년 2월 25일 |
| by. 미키 사야카 좀비와 같은 몸이 된 자신을 저주하며 무리하게 마녀 사냥에 나서는 사야카. 마도카는 그런 사야카를 위로하지만 사야카는 말로만 위로하지말고 마법소녀가 되어 보라고 마도카에게 차갑게 대한다. 한편 큐베는 무리한 마녀 사냥으로 사야카의 소울 젬은 급격히 오염되고 있고 이대로 두면 심각한 일이 벌어질 것이라고 경고하는데… |                                                                |                 |
| 09 | 〈그런 건 내가 용서 못해〉(そんなの、あたしが許さない)         | 2011년 3월 4일  |
| by. 사쿠라 쿄코 소울 젬이 파괴되며 정신을 잃은 사야카. 그런데 갑자기 정체불명의 마녀가 나타나고 위기에 빠진 쿄코와 사야카는 호무라에 의해 가까스로 구출된다. 그리고 호무라는 마도카와 쿄코에게 마법소녀가 짊어져야 하는 엄청난 숙명, 소울 젬의 비밀을 말해주는데… |                                                                |                 |
| 10 | 〈이제 누구에게도 의지하지 않아〉(もう誰にも頼らない)          | 2011년 3월 11일 |
| by. 아케미 호무라 여느 때처럼 평온한 교실, 심장병에 시달리다 겨우 학교를 다닐 수 있게 된 이케미 호무라가 전학온다. 호무라에게 따뜻함을 느끼게 해 준 마도카… 호무라와 마도카의 관계에 얽혀있는 비밀은? |                                                                |                 |
| 11 | 〈마지막 남은 이정표〉(最後に残った道しるべ)                   | 2011년 4월 21일 |
| by. 아케미 호무라 빗속에서 고요하게 열린 사야카의 장례식. 넋을 잃고 슬픔에 잠겨있는 마도카 앞에 나타난건 큐베였다. 사야카의 죽음에 대해 너무나 냉담하게 이야기하는 큐베에 마도카도 분노를 표출하고 말지만 오히려 그러한 마도카가 이해되지 않는다 라는 듯, 큐베는 지금까지 자신들이 인류와 함께 걸어온 역사에 대해 이야기하기 시작한다. 그리고 드디어 도래하게 된 최강의 마녀 발프르기스의 밤. 호무라는 마도카의 미래를 지키기 위해 홀로 싸움에 나서게 되는데...                       |                                                                |                 |
| 12 | 〈나의 최고의 친구〉(わたしの、最高の友達)                     | 2011년 4월 21일 |
| by. 카나메 마도카 홀로 발프르기스의 밤에 맞서다가 큰 상처를 입고만 호무라. 아무리 도전해도 이길수 없다는 억울함. 자신의 행위가 오히려 마도카를 괴롭히게 된다는것을 알게 된 절망감. 그로 인해 호무라의 소울잼은 검게 물들어 간다. 그 순간 호무라 앞에 나타난건 카나메 마도카. 마도카는 결의에 찬 눈동자로 발프르기스의 밤에 맞서며 호무라에게 고한다. "이루고 싶은 소망을 발견했어" 마법소녀가 겪게 될 운명을 모두 알고 있는 마도카는 과연 무엇을 바라고, 어떠한 결정을 내릴것인가..!? |                                                                |                 |